# Чистун охотський
Чистун охотський (Cepphus carbo) — вид морських птахів родини алькових (Alcidae).

## Поширення
Птах гніздиться на скелястих островах та узбережжі Охотського моря, на Курильських островах та Хокайдо. Зимує у відкритому морі.

## Опис
Птах середнього розміру, сягає 38 см завдовжки. Вага близько 650 г. Оперення чорне. Навколо очей є білі окуляри. Дзьоб чорний, біля основи має білі плями. Ноги червоні.

## Спосіб життя
У негніздовий період живе у морі. Живиться рибою, ракоподібними, молюсками. За здобиччю пірнає під воду. Пірнає неглибоко, максимум до 20 м, але переважно не більше 10 м. Гніздиться у невеликих колоніях. Яйця відкладає у виїмки та порожнини у скелях прямо на голе каміння. У кладці 2 яйця. Насиджують обидва батьки.